# 福爾克 (密蘇里州)
福爾克（英語：Folk）是位於美國密蘇里州歐塞奇縣的非建制地區。

## 歷史
福爾克的郵局於1905年設立，其後於1964年停運。

## 地理
福爾克所處的海拔為高於海平面245米（即804英呎），而該地所採用的時區為UTC-6，即北美中部時區（CST）。同時該地設有夏令時間，為UTC-6調快一小時，即UTC-5（CDT）。